# Lipica
Lipica je naselje u općini Sežana i najvažniji slovenski konjički centar, koji se nalazi na krškom platou uz cestu Sežana-Lipica.
Glavna znamenitost je konjušnica Lipica, gdje se uzgajaju svjetski poznati konji- lipicanci. Nastala je naporima austrijskoga nadvojvode Karla 1580. i sastojala se od nekoliko velikih žitnica, krških pašnjaka i livada s nekoliko hrastovih šumaraka. Danas postoje i dva hotela i suvenirnica. Među očuvanim zgradama, najautentičniji je dio dvorca i stare staje, Velbanco.
Lipica u dijelu starog dvorca ima galeriju s više od 1400 djela, uglavnom crteža i grafika. 
U blizini je manja dolina, koja je organizirana kao crkva na otvorenom posvećena Gospi Lurdskoj. Karl Grünne, bio je voditelj kobilarne od 1848. do 1875. Kada se razbolio, obećao je da će podići svetište u čast Gospe Lurdske, ako ozdravi, što je i učinio. U sjećanje na njega u kapeli je ploča s natpisom "In memoriam Carolus Grünne 1848. – 1875.". Do Drugog svjetskog rata, vjernici, osobito iz Trsta i okolice, masovno su hodočastili u Lipicu. Tradicija se prekinula u socijalističkoj Jugoslaviji, a nastavila se nakon osamostaljenja Slovenije. Misa se slavi na sve glavne marijanske blagdane.
U blizini Lipice je nekoliko špilja, među kojima je najpoznatija oko 1300 m duga špilja Vilenica, vjerojatno i najstarija turistička jama u svijetu, jer se organiziraju obilasci još od 1633.